# Live at Third Man
Live at Third Man è il primo album live del gruppo rock giapponese The 5.6.7.8's, pubblicato nel 2011. In questo live è possibile ritrovare canzoni famose al pubblico come I'm Blue, Woo Hoo e I Walk Like Jayne Mansfield.

## Tracce

### Lato A
1. Avenue A
2. I'm Blue
3. Guitar Date
4. Woo Hoo
5. Ki Kya Shout
6. Three Cool Chicks

### Lato B
1. Charumera Sobaya
2. Teenage Mojo Workout
3. The Barracuda
4. Bomb The Twist
5. I Walk Like Jayne Mansfield
6. Scream